# Тескенсуський сільський округ
Тескенсу́ський сільський округ (каз. Тескенсу ауылдық округі, рос. Тескенсуский сельский округ) — адміністративна одиниця у складі Єнбекшиказахського району Алматинської області Казахстану. Адміністративний центр — село Тескенсу.
Населення — 6601 особа (2021; 6391 у 2009, 4759 у 1999, 4785 у 1989).
Станом на 1989 рік існувала Тескенсуська сільська рада (села Кольді, Тескенсу, Толкин) колишнього Чиліцького району.

## Склад
До складу округу входять такі населені пункти:
| Населений пункт         | Населення, осіб (1989) | Населення, осіб (1999) | Населення, осіб (2009) | Населення, осіб (2021) |
| ----------------------- | ---------------------- | ---------------------- | ---------------------- | ---------------------- |
| Кольді, село            | 681                    | 772                    | 944                    | 1036                   |
| --Головний              | -                      | -                      | -                      | 9                      |
| --Склад отрутохімікатів | -                      | -                      | -                      | 6                      |
| Тескенсу, село          | 3286                   | 3331                   | 4443                   | 4830                   |
| --Жолкурилиси           | -                      | -                      | -                      | 9                      |
| Толкин, село            | 818                    | 656                    | 1004                   | 711                    |